# Serghei Pașcenco
Serghei Pașcenco (n. 18 decembrie 1982, Tiraspol) este un fotbalist internațional moldovean care în prezent evoluează la clubul Sheriff Tiraspol.
El a jucat în 8 din cele 12 meciuri ale selecționatei Moldovei la Preliminariile Campionatului European de Fotbal 2008.